# Amerikai változékonymókus

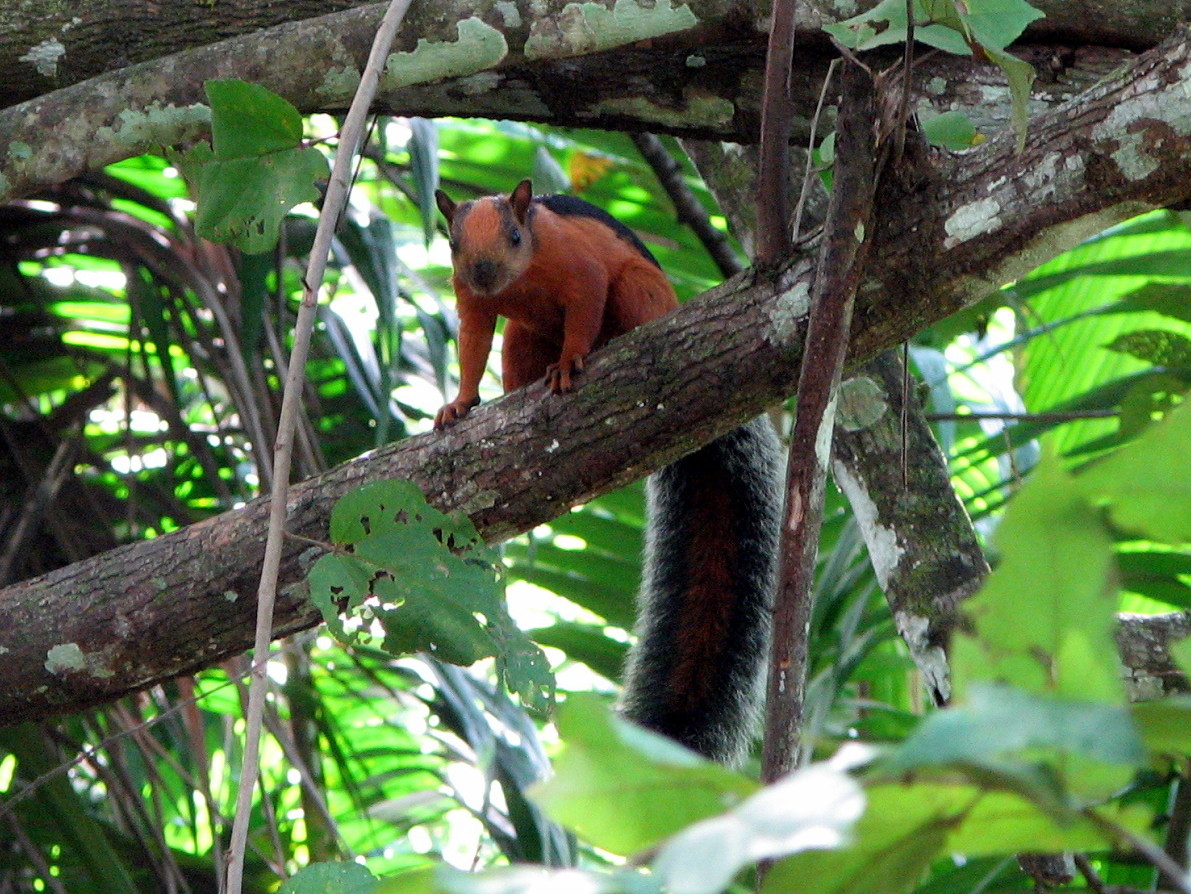

Az amerikai változékonymókus (Sciurus variegatoides) az emlősök (Mammalia) osztályának a rágcsálók (Rodentia) rendjébe, ezen belül a mókusfélék (Sciuridae) családjába tartozó faj.

## Előfordulása
Costa Rica, Salvador, Guatemala, Honduras, Mexikó, Nicaragua és Panama területén honos.

## Alfajai
- Sciurus variegatoides adolphei Lesson, 1842
- Sciurus variegatoides atrirufus Harris, 1930
- Sciurus variegatoides bangsi Dickey, 1928
- Sciurus variegatoides belti Nelson, 1899
- Sciurus variegatoides boothiae Gray, 1843
- Sciurus variegatoides dorsalis Gray, 1849
- Sciurus variegatoides goldmani Nelson, 1898
- Sciurus variegatoides helveolus Goldman, 1912
- Sciurus variegatoides loweryi McPherson, 1972
- Sciurus variegatoides managuensis Nelson, 1898
- Sciurus variegatoides melania Gray, 1867
- Sciurus variegatoides rigidus Peters, 1863
- Sciurus variegatoides thomasi Nelson, 1899
- Sciurus variegatoides underwoodi Goldman, 1932
- Sciurus variegatoides variegatoides Ogilby, 1839

## Megjelenése
|  |  |